# Anastasios Chatzigiovanis
Anastasios Chatzigiovanis (Mytilene, 31 de mayo de 1997) es un futbolista griego que juega de centrocampista en el A. C. Omonia Nicosia de la Primera División de Chipre.

## Trayectoria
Chatzigiovanis comenzó su carrera deportiva en el Panathinaikos, con el que debutó en un partido de la Liga Europa de la UEFA frente al Standard de Lieja, que terminó con derrota por 0-3 de los griegos.
El 22 de enero de 2017 debutó en la Superliga de Grecia, en un empate a uno frente al AO Kerkyra. El 18 de septiembre de 2018 marcó su primer gol en la competición, en la victoria de su equipo por 3-1 frente al AE Larisa.
En mayo de 2022 se unió al Ankaragücü para las siguientes dos temporadas más una opcional. Tras las dos primeras abandonó el club y fichó por el Eyüpspor. Allí estuvo media campaña y en enero de 2025 fue cedido al Asteras Trípoli F. C.
El 2 de julio de 2025 se incorporó al A. C. Omonia Nicosia.

## Selección nacional
Fue internacional sub-21 con la selección de fútbol de Grecia. El 11 de noviembre de 2020 debutó con la absoluta en un amistoso ante Chipre que ganaron por 2-1.

## Clubes
| Club                           | País    | Año       |
| ------------------------------ | ------- | --------- |
| Panathinaikos F. C.            | Grecia  | 2016-2022 |
| Ankaragücü                     | Turquía | 2022-2024 |
| Eyüpspor                       | Turquía | 2024-2025 |
| Asteras Trípoli F. C. (cedido) | Grecia  | 2025      |
| A. C. Omonia Nicosia           | Chipre  | 2025-     |

## Palmarés

### Títulos nacionales
| Título         | Club                | País   | Año  |
| -------------- | ------------------- | ------ | ---- |
| Copa de Grecia | Panathinaikos F. C. | Grecia | 2022 |